# Larry Bell
Larry Bell (* 1939 in Chicago, Illinois) ist ein US-amerikanischer Künstler des Minimalismus. Neben James Turrell, Robert Irwin und John McCracken zählt er zu den Hauptvertretern der sogenannten West-Coast-Minimalisten. Er lebt und arbeitet in Taos, New Mexico und Venice Beach, Los Angeles (USA). Im Jahr 1968 war er Teilnehmer der 4. documenta in Kassel in der Abteilung Malerei.

## Exponate
Bells Arbeiten sind in den Sammlungen vieler bedeutender Museen vertreten, darunter in folgenden:
- Buffalo AKG Art Museum, Buffalo, New York
- Albuquerque Museum, Albuquerque, New Mexico
- Art Gallery of New South Wales, Sydney, Australien
- Art Institute of Chicago, Chicago, Illinois
- Australian National Gallery, Canberra, Australien
- The Berardo Collection, Funchal, Portugal
- Centre Georges Pompidou, Paris, Frankreich
- City of Albuquerque Public Arts, Albuquerque, New Mexico
- Colorado Springs Fine Art Center
- The Contemporary Museum, Honolulu, Hawaii
- Corning Museum of Glass, Corning, New York
- Dallas Museum of Art, Dallas, Texas
- Denver Art Museum, Denver, Colorado
- Des Moines Art Center, Des Moines, Iowa
- Detroit Institute of Arts, Detroit, Michigan
- Fort Worth Art Center, Fort Worth, Texas
- Solomon R. Guggenheim Museum, New York City
- Hirshhorn Museum and Sculpture Garden, Smithsonian Institution, Washington, D.C.
- The Archer M. Huntington Art Gallery, University of Texas, Austin, Texas
- Los Angeles County Museum of Art, Los Angeles, Kalifornien
- Massachusetts Institute of Technology Cambridge, Massachusetts
- The Menil Collection, Houston, Texas
- Milwaukee Museum of Art, Milwaukee, Wisconsin
- Minneapolis Art Institute, Minneapolis, Minnesota
- Musee Saint-Pierre Art Contemporain, Lyon, Frankreich
- Musée d’Art Contemporain, Lyon, Frankreich
- Museum Abteiberg, Mönchengladbach, Deutschland
- Museum of Contemporary Art, Caracas, Venezuela
- Museum of Contemporary Art, Los Angeles, Kalifornien
- Museum of Fine Arts, Houston, Texas
- New Mexico Museum of Art, Santa Fe, New Mexico
- Museum Ludwig, Köln, Deutschland
- Museum of Modern Art, New York City
- Museum of New Mexico, Santa Fe, New Mexico
- National Collections of Fine Arts, Smithsonian Institution, Washington, D.C.
- National Institutes of Health, Bethesda, Maryland
- Oakland Museum of Art, Oakland, Kalifornien
- Roswell Museum and Art Center, Roswell, New Mexico
- San Antonio Museum of Art, Texas
- San Francisco Museum of Modern Art, San Francisco, Kalifornien
- Norton Simon Museum, Pasadena, Kalifornien
- Stedelijk Museum, Amsterdam, Holland
- Tate Gallery, London, England
- University of Arizona, Tucson, Arizona
- University of New Mexico, Albuquerque, New Mexico
- Victoria and Albert Museum, London, England
- Walker Art Center, Minneapolis, Minnesota
- Whitney Museum of American Art, New York City